# الهيجة (الحيمة الخارجية)

تعديل مصدري - تعديل

الهيجة هي إحدى قرى عزلة بيت ابن مهدي بمديرية الحيمة الخارجية التابعة لمحافظة صنعاء، بلغ تعداد سكانها 127 نسمة حسب تعداد اليمن لعام 2004.